# Biskupi Barcelony
Biskupi Barcelony – biskupi diecezjalni i biskupi pomocniczy diecezji, a od 1964 archidiecezji Barcelony.

## Biskupi

### Biskupi diecezjalni
| Okres pełnienia funkcji | Biskup | Biskup                                | Uwagi |
| ----------------------- | ------ | ------------------------------------- | --- |
| ok. 347                 |        | Pretextat                             | |
| ok. 391                 |        | Paciano de Barcelona                  | |
| ok. 400                 |        | Lampi                                 | |
| ok. 415                 |        | Sigisari                              | |
| zm. 465                 |        | Nundinari                             | |
| ok. 517                 |        | Agrici                                | |
| ok. 540                 |        | Nebridi                               | |
| ok. 546                 |        | Patern                                | |
| ok. 580–599             |        | Ugern                                 | |
| ok. 600–633             |        | Emila                                 | |
| 634–638                 |        | Ola                                   | |
| ok. 640–666             |        | Quirze                                | |
| 666–689                 |        | Idacio                                | |
| 689–702                 |        | Laulfo                                | |
| ok. 850                 |        | Johannes                              | |
| ok. 850–860             |        | Ataúlfo                               | |
| 861–890                 |        | Frodoí                                | |
| przed 904–937           |        | Teoderico                             | |
| ok. 937–959             |        | Guilara                               | |
| ok. 962–973             |        | Péré                                  | |
| 974–995                 |        | Vives                                 | |
| 995–1010                |        | Aecio                                 | |
| 1010–1029               |        | Deudat                                | |
| 1029–1035               |        | Guadall Domnuç                        | |
| 1035–1062               |        | Guislabert                            | |
| 1062–1069               |        | Berenguer                             | |
| 1069–1095               |        | Umbert                                | |
| 1086–1095               |        | Bertran                               | |
| 1096–1099               |        | Folc II de Cardona                    | |
| 1100–1106               |        | Berenguer Bernat                      | |
| 1107–1114               |        | Ramon Guillem                         | |
| 1116–1137               |        | Olegario Bonestruga                   | |
| 1137–1143               |        | Arnau Ermengol                        | |
| 1144–1171               |        | Guillem de Torroja                    | |
| 1172–1188               |        | Bernat de Berga                       | |
| 1189–1199               |        | Ramón de Castellvell                  | |
| 1200–1206               |        | Berenguer de Palou I                  | |
| 1208–1211               |        | Pere de Cirac                         | |
| 1212–1241               |        | Berenguer de Palou II                 | |
| 1241–1252               |        | Pere de Centelles                     | |
| 1252–1284               |        | Arnau de Gurb                         | |
| 1284–1285               |        | Guerau de Gualba                      | |
| 1288–1300               |        | Bernat Pelegrí                        | |
| 1303–1334               |        | Ponç de Gualba                        | |
| 1334–1344               |        | Ferrer d'Abella                       | |
| 1345–1346               |        | Bernat Oliver                         | |
| 1346–1361               |        | Miquel de Ricoma                      | |
| 1361–1369               |        | Guillem de Torrelles                  | |
| 1369–1371               |        | Berenguer d'Erill                     | |
| 1371–1385               |        | Pere de Planelles                     | |
| 1386–1389               |        | Raimon d'Escales                      | |
| 1389–1408               |        | Joan Ermengol                         | |
| 1408–1410               |        | Francesc de Blanes                    | |
| 1410–1415               |        | Francisco Climent Sapera              | |
| 1415–1419               |        | Andreu Bertran                        | |
| 1419–1429               |        | Francisco Climent Sapera              | administrator apostolski w latach 1419–1429, patriarcha Jerozolimy i arcybiskup Saragossy                                      |
| 1431-1433               |        | Andreu Bertran                        | administrator apostolski w latach 1431–1433, biskup Gerony                                                                     |
| 1433–1445               |        | Simó Salvador                         | |
| 1445–1456               |        | Jaume Girard                          | |
| 1458–1463               |        | Joan Soler                            | |
| 1464–1472               |        | Joan Ximenis Cerdà                    | |
| 1472–1478               |        | Rodrigo de Borja i Escriva            | |
| 1478–1490               |        | Gonzalo Fernández de Heredia          | |
| 1490–1505               |        | Pere García                           | |
| 1505–1512               |        | Enrique Cardona y Enríquez            | |
| 1512–1521               |        | Martín García Puyazuelo               | |
| 1521–1525               |        | Guillén-Ramón de Vich y de Vallterra  | kardynał |
|                         |        | Silvio Passerini                      | administrator apostolski w latach 1525–1529, kardynał                                                                          |
| 1529–1531               |        | Luis Cardona                          | |
| 1531–1546               |        | Juan Cardona                          | |
| 1546–1561               |        | Jaime Casador                         | |
| 1561–1570               |        | Guillermo Casador                     | |
| 1573–1575               |        | Martín Martínez de Villar             | arcybiskup |
| 1576–1598               |        | Juan Dimas Loris                      | |
| 1599–1603               |        | Alfonso Coloma Sa                     | |
| 1604–1609               |        | Rafael Rovirola                       | |
| 1610–1612               |        | Juan de Moncada                       | |
| 1612–1620               |        | Luis Sans Códol                       | |
| 1620–1632               |        | Joan Sentís y Sunyer                  | |
| 1633–1655               |        | García Gil Manrique                   | |
| 1655–1663               |        | Ramón Senmenat Lanuza                 | |
| 1698–1715               |        | Benito de Sala y de Caramany          | kardynał |
| 1716–1720               |        | Diego de Astorga y Céspedes           | |
| 1720–1725               |        | Andrés de Orbe y Larreátegui          | |
| 1725–1730               |        | Bernardo Jiménez Cascante             | |
| 1731–1734               |        | Gaspar de Molina y Oviedo             | |
| 1734–1737               |        | Felipe Aguado Requejo                 | |
| 1738–1747               |        | Francisco del Castillo y Veintimiglia | |
| 1748–1750               |        | Francisco Díaz Santos y Bullón        | |
| 1750–1754               |        | Manuel López Aguirre                  | |
| 1754–1766               |        | Asensio Sales                         | |
| 1766–1775               |        | José Climent Avinent                  | |
| 1775–1794               |        | Gabino Valladares Mejía               | |
| 1794–1797               |        | Eustaquio Azara                       | |
| 1798–1807               |        | Pedro Díaz Valdés                     | |
| 1808–1831               |        | Pablo Sitjar Ruata                    | |
| 1832–1849               |        | Pedro Martínez San Martín             | |
| 1850–1857               |        | José Domingo Costa Borrás             | |
| 1857–1862               |        | Antonio Palau Termes                  | |
| 1863–1870               |        | Pantaleón Montserrat Navarro          | |
| 1874–1877               |        | Joaquín Lluch y Garriga               | jednocześnie administrator apostolskim diecezji San Cristóbal de La Laguna, następnie arcybiskup metropolita Sewilli, kardynał |
| 1878–1883               |        | osé María Urquinaona y Bidot          | |
| 1883–1899               |        | Jaime Catalá y Albosa                 | |
| 1899–1901               |        | José Morgades y Gili                  | |
| 1901–1908               |        | Salvador Casañas i Pagès              | kardynał |
| 1909–1913               |        | Juan José Laguarda y Fenollera        | |
| 1914–1920               |        | Enrique Reig y Casanova               | następnie arcybiskup metropolita Walencji, późniejszy arcybiskup metropolita Toledo, kardynał                                  |
| 1920–1926               |        | Ramón Guillamet y Coma                | |
| 1926–1930               |        | José Miralles y Sbert                 | |
| 1930–1936               |        | Manuel Irurita y Almándoz             | |
|                         |        | Miguel de los Santos Díaz y Gómara    | administrator apostolski w latach 1939–1942                                                                                    |
| 1942–1967               |        | Gregorio Modrego y Casaus             | arcybiskup metropolita od 1964                                                                                                 |
| 1967–1971               |        | Marcelo González Martín               | arcybiskup metropolita, następnie arcybiskup metropolita Toledo, kardynał                                                      |
| 1971–1990               |        | Narciso Jubany Arnau                  | arcybiskup metropolita, kardynał                                                                                               |
| 1990–2004               |        | Ricardo María Carles Gordó            | arcybiskup metropolita, kardynał                                                                                               |
| 2004–2015               |        | Lluís Martínez Sistach                | arcybiskup metropolita, kardynał                                                                                               |
| od 2015                 |        | Juan José Omella Omella               | arcybiskup metropolita, kardynał                                                                                               |

### Biskupi pomocniczy
| Okres pełnienia funkcji | Biskup | Biskup                               | Uwagi |
| ----------------------- | ------ | ------------------------------------ | --- |
| 1519–1521               |        | Guillén-Ramón de Vich y de Vallterra | biskup koadiutor, kardynał |
| 1520–poł. XVI w.        |        | Juan Salazar                         | |
| 1560–1561               |        | Guillermo Casador                    | biskup koadiutor |
| 1542–1573               |        | Juan Jubí                            | |
| 1548–1557               |        | Antonio Codina                       | |
| 1797–1808               |        | Pablo Sitjar Ruata                   | |
| 1903–1910               |        | Ricardo Cortés y Cullel              | |
| 1925–1926               |        | José Miralles y Sbert                | biskup koadiutor |
| 1955–1964               |        | Narciso Jubany Arnau                 | następnie biskup diecezjalny Girony, późniejszy arcybiskup metropolita Barcelony, kardynał                                    |
| 1966–1967               |        | Marcelo González Martín              | arcybiskup koadiutor, następnie arcybiskup metropolita Barcelony, późniejszy arcybiskup metropolita Toledo, kardynał          |
| 1968–1970               |        | Ramón Torrella Cascante              | następnie urzędnik w kurii rzymskiej, późniejszy arcybiskup metropolita Tarragony                                             |
| 1968–1983               |        | José María Guix Ferreres             | |
| 1968–1987               |        | Ramón Daumal Serra                   | |
| 1968–1991               |        | José Capmany Casamitjana             | |
| 1987–1991               |        | Lluís Martínez Sistach               | następnie biskup diecezjalny Tortosy, późniejszy arcybiskup metropolita Tarragony, arcybiskup metropolita Barcelony, kardynał |
| 1991–2001               |        | Carles Soler Perdigó                 | następnie biskup diecezjalny Girony                                                                                           |
| 1991–2008               |        | Joan Carrera Planas                  | |
| 1993–2001               |        | Joan Enric Vives Sicília             | następnie biskup koadiutor Urgell, późniejszy biskup diecezjalny Urgell, arcybiskup ad personam                               |
| 1993–2001               |        | Jaume Traserra Cunillera             | |
| 1993–2004               |        | Pere Tena Garriga                    | |
| 2001–2004               |        | Josep Ángel Sáiz Meneses             | następnie biskup diecezjalny Terrassy                                                                                         |
| 2009–2017               |        | Sebastián Taltavull Anglada          | następnie biskup diecezjalny Majorki                                                                                          |
| 2017–2023               |        | Sergi Gordo Rodríguez                | następnie biskup diecezjalny Tortosy                                                                                          |
| 2017–2022               |        | Antoni Vadell Ferrer                 | |
| od 2020                 |        | Javier Vilanova Pellisa              | |
| od 2023                 |        | David Abadías Aurín                  | |